# Genaemirum doryalidis
Genaemirum doryalidis là một loài tò vò trong họ Ichneumonidae.